# Mercedes-Benz Tourino
Mercedes-Benz Tourino (O510) — туристичний автобус середнього класу виробництва Mercedes-Benz.
Автобус Mercedes-Benz Tourino близький за габаритами до Mercedes-Benz Sprinter Travel, кузови, взяті від моделей Travego та Tourismo, виготовлені португальським виробником CaetanoBus. Місткість складає 26-34 місця для сидіння. Додатково автобус обладнаний кухнею та туалетом ззаду. Об'єм багажника складає 4930 м3. Шасі взято від іспанського виробника EvoBus. За всю історію виробництва автобус комплектується дизельним двигуном внутрішнього згоряння OM926LA.